# Glen Weir
Pour les articles homonymes, voir Weir.
(en) Statistiques sur statscrew
Glen Weir (né le 23 juillet 1951 et mort le 13 mars 2023) est un joueur canadien de football canadien qui jouait à la position de plaqueur défensif.

## Jeunesse
Glen Weir est né à London en Ontario et a grandi à Dorchester, une petite ville située quelques kilomètres à l'est de London. À l'école secondaire Lord Dorchester High School, en plus du football, il pratiquait la lutte, et a même représenté l'Ontario dans ce sport aux Jeux du Canada d'hiver de 1971. Il montrait de grandes promesses au football, et son entraîneur s'est arrangé pour le faire participer au camp d'entraînement de 1971 des Tiger-Cats de Hamilton, après lequel il est revenu jouer pour les Lords de London de la Ontario Rugby Football Union. Weir est un des rares joueurs de football canadien qui a pu accéder à la Ligue canadienne de football directement de l'école secondaire.

## Carrière professionnelle
Glen Weir était membre des Tiger-Cats en 1972, mais le 31 juillet, avant d'avoir pu jouer un match avec cette équipe, il a été échangé  aux Alouettes de Montréal en retour du joueur vedette Mark Kosmos (en). Il devient joueur régulier dès sa première saison. En 1975, à sa quatrième saison, il est nommé sur l'équipe d'étoiles de la division Est; il le sera en tout six fois durant sa carrière. Il est également nommé sur celle de la ligue, et recevra de nouveau cet honneur en 1977.
La saison 1977 a été probablement la meilleure pour Weir. En plus d'aider son équipe à remporter la coupe Grey et d'être élu meilleur joueur défensif du match final, il a fait partie des équipes d'étoile de l'Est et de la ligue et a été choisi meilleur joueur défensif de la division Est.
Glen Weir a joué ses trois dernières saisons pour les Concordes de Montréal, la franchise qui a remplacé les Alouettes emportés par les déboires financiers. Lors de sa dernière saison, en 1984, il est désormais joueur substitut. Il est quand même souvent appelé à remplacer des joueurs blessés, et prend sa retraite à l'issue du dernier match de la saison. Au moment de sa retraite il détenait le record du plus grand nombre de matchs joués avec les Alouettes (incluant ceux avec les Concordes), record qui ne fut surpassé qu'en 2009.
Après sa carrière de joueur, Weir est devenu camionneur, et il avait déjà arrêté cette deuxième carrière lorsqu'il a été intronisé au Temple de la renommée du football canadien en 2009. En 1992, il a également été entraîneur-chef des Beefeaters de London, de la Ligue canadienne de football junior.
Il meurt le 13 mars 2023 à London, où il résidait,.

## Trophées et honneurs
- Équipe d'étoiles de la division Est : 1975 à 1979, 1982
- Équipe d'étoiles de la Ligue canadienne de football : 1975, 1977
- Trophée James-P.-McCaffrey (meilleur joueur défensif de la division Est) : 1977
- Meilleur joueur défensif du match de la coupe Grey : 1977
- Intronisé au Temple de la renommée du football canadien en 2009.
- Intronisé au London Sports Hall of Fame en 2004[11].